# Gnophos stotzneri
Gnophos stotzneri là một loài bướm đêm trong họ Geometridae.